# Contarinia citrina
Contarinia citrina är en tvåvingeart som först beskrevs av Osten Sacken 1878.  Contarinia citrina ingår i släktet Contarinia och familjen gallmyggor. Inga underarter finns listade i Catalogue of Life.